# کنوانسیون چشم‌انداز اروپایی
کنوانسیون چشم‌انداز اروپایی (به انگلیسی: European Landscape Convention) در شورای اروپا که به عنوان کنوانسیون فلورانس نیز شناخته می‌شود، اولین معاهده بین‌المللی است که منحصراً به تمام جنبه‌های چشم‌انداز اروپا اختصاص دارد. این قانون در کل قلمرو طرفین اعمال می‌شود و مناطق طبیعی، روستایی، شهری و حومه شهری را دربر می‌گیرد. مربوط به چشم‌اندازهایی است که ممکن است برجسته در نظر گرفته شوند و همچنین چشم‌انداز روزمره یا تخریب‌شده باشد. هدف این کنوانسیون: حفاظت، مدیریت و برنامه‌ریزی برای همه چشم‌اندازها و افزایش آگاهی از ارزش یک چشم‌انداز زنده است.

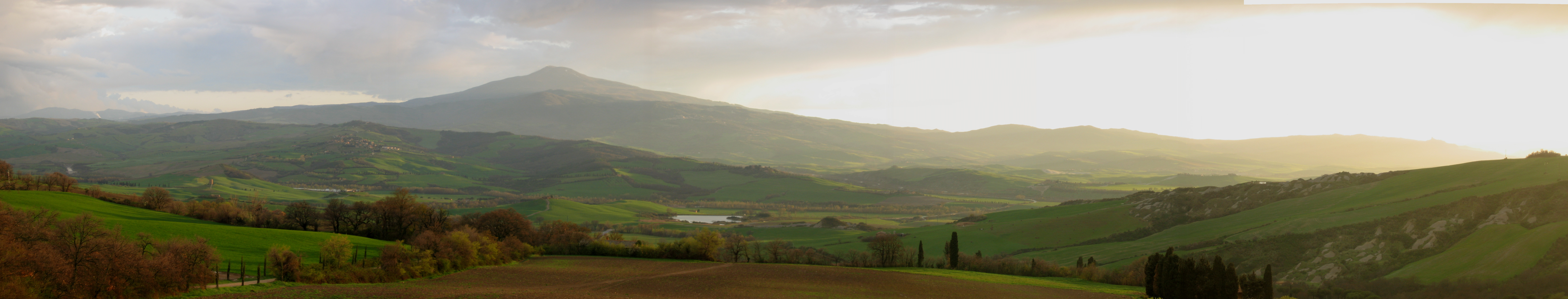
وال دورسیا